# Kurt Waldheim
Kurt Josef Waldheim ([ˈkʊɐ̯t ˈvaldhaɪm]ⓘ; ur. 21 grudnia 1918 w St. Andrä-Wördern, zm. 14 czerwca 2007 w Wiedniu) – austriacki polityk i dyplomata, od 1968 do 1970 minister spraw zagranicznych, sekretarz generalny ONZ w latach 1972–1981, prezydent Austrii w latach 1986–1992.

## Życiorys
Pochodził z rodziny o czeskich korzeniach, noszącej nazwisko Watzlawick. Jego ojciec pracował jako inspektor w administracji oświatowej. Kurt Waldheim studiował prawo na Uniwersytecie Wiedeńskim (doktoryzował się w 1944), ukończył również Akademię Dyplomatyczną w Wiedniu.
W 1938 po aneksji Austrii przez Niemcy dołączył do NSDStB, związanej z NSDAP organizacji studenckiej. Został też członkiem SA. W trakcie II wojny światowej był żołnierzem Wehrmachtu, w tym oficerem wywiadu. Służył od 1941 w czasie ataku na Związek Radziecki, a w następnych latach na Bałkanach, wchodził m.in. w skład sztabu generała Alexandra Löhra, straconego po wojnie za popełnione zbrodnie. Do drugiej połowy lat 80. związki Kurta Waldheima z organizacjami nazistowskimi i jego kariera wojskowa nie były publicznie znane.
W 1945 dołączył do austriackiej służby dyplomatycznej. Był m.in. pierwszym sekretarzem w przedstawicielstwie Austrii we Francji (1948–1951) oraz dyrektorem departamentu kadr w resorcie (1951–1955). W 1955 został szefem misji dyplomatycznej Austrii przy ONZ, od 1956 do 1960 kierował placówką dyplomatyczną w Kanadzie (najpierw jako minister pełnomocny, następnie w randze ambasadora). Powrócił do MSZ, gdzie stał na czele jednego z departamentów, a następnie był dyrektorem generalnym do spraw politycznych. W latach 1964–1968 i 1970–1971 zajmował stanowisko stałego przedstawiciela Austrii przy ONZ w Nowym Jorku. Od stycznia 1968 do kwietnia 1970 sprawował urząd ministra spraw zagranicznych w rządzie Josefa Klausa.
W 1971 z rekomendacji Austriackiej Partii Ludowej kandydował w wyborach prezydenckich, otrzymał 47,2% głosów, przegrywając z Franzem Jonasem. 1 stycznia 1972 objął stanowisko sekretarza generalnego ONZ, które zajmował do 31 grudnia 1981. W 1979, ogłoszonym przez ONZ Międzynarodowym Rokiem Dziecka, nadał polskiemu Orderowi Uśmiechu rangę międzynarodową. W latach 1982–1984 wykładał na Uniwersytecie Georgetown w Waszyngtonie.
W 1986 ponownie był kandydatem ludowców w wyborach prezydenckich. W pierwszej turze głosowania dostał 49,6% głosów. W drugiej otrzymał 53,9% głosów, wygrywając z Kurtem Steyrerem. W marcu tegoż roku, jeszcze przed wyborami, ujawniono fakt przynależności Kurta Waldheima do NSDStB i SA, a także jego służbę na Bałkanach pod dowództwem Alexandra Löhra. Sam polityk w swojej biografii ukrywał te fakty, wskazując tylko na służbę w okolicach Triestu pod koniec wojny. Upublicznienie tych informacji wywołało liczne kontrowersje i dyskusje. Wskazywano, że musiał wiedzieć o różnych zbrodniach wojennych, w tym deportacjach greckich Żydów czy masakrach na terenie Jugosławii. Wyrażano przypuszczenia, że sam również mógł brać udział w zbrodniach wojennych. Już po wyborach kanclerz Franz Vranitzky powołał międzynarodową komisję, która nie znalazła dowodów jego udziału w zbrodniach wojennych.
Kurt Waldheim urząd prezydenta objął w lipcu 1986. Ujawnienie jego przeszłości spowodowało, że był traktowany jako persona non grata w większości państw. W konsekwencji w czasie swojej prezydentury jako głowa państwa oficjalnie odwiedził tylko kraje arabskie oraz Watykan. W 1992 nie ubiegał się o reelekcję, kończąc urzędowanie w lipcu tegoż roku.
Został wyróżniony m.in. tytułem doktora honoris causa przez Uniwersytet Warszawski (1977). Był kawalerem Orderu Uśmiechu.
Pochowany w krypcie prezydenckiej na Cmentarzu Centralnym w Wiedniu. W pośmiertnie opublikowanym liście wyraził żal z powodu tak późnego jednoznacznego odniesienia się do nazistowskich zbrodni wojennych.

## Życie prywatne
Był żonaty z Elisabeth Waldheim, miał troje dzieci.